# (6053) 1993 BW3
1993 بي دابليو 3 (ويعرف أيضًا باسم (6053) 1993 بي دابليو 3 وفق تسمية الكوكب الصغير) (بالإنجليزية: 1993 BW3)‏ هو كويكب ضمن حزام الكويكبات؛ وترتيبه 6053 من حيث الاكتشاف.
اكتُشف هذا الجُرم الفلكي بواسطة روبرت إتش ماكنوت في 30 يناير 1993.

## وصلات خارجية
- (6053) 1993 BW3 في قاعدة بيانات مختبر الدفع النفاث لأجرام النظام الشمسي الصغيرة

- الاكتشاف · مخطط المدار ·  العناصر المدارية · المعلمات المادية

- (6053) 1993 BW3 على موقع ويكي سكاي: DSS2, SDSS, GALEX, IRAS, Hydrogen α, X-Ray, Astrophoto, Sky Map, Articles and images